# Церковь Преображения Господня (Порздни)
Церковь Преображения Господня (Преображенская церковь) — православная церковь (Кинешемская епархия Ивановской митрополии) в селе Порздни Лухского района Ивановской области.
Является составной частью храмового комплекса церквей Успения Пресвятой Богородицы и Преображения Господня (Успенская и Преображенская церкви).
По состоянию на 1917 год храм находился в Юрьевецком уезде Костромской губернии, с 1918 года — в Юрьевецком уезде Иваново-Вознесенской губернии.

## История
Каменная преображенская церковь была построена в 1768 году старанием князя Петра Григорьевича Вяземского. В 1785 году на средства прихожан был пристроен правый теплый придел. В 1805 году была построена трапезная и пристроен левый придел стараниями тех же прихожан. В 1820 году на их же средства было устроено два новых придела. На деньги прихожан в 1801 году была сооружена и каменная колокольня. Вокруг храмового комплекса в 1849 году была выстроена каменная ограда с железными решетками; включала двое ворот и четыре угловые часовни. Рядом находилось общее с Преображенской церковью кладбище.
При кладбище существовала Крестовоздвиженская церковь, каменная, с такою же колокольнею, построенная в 1856 году. Богослужение в ней совершались только летом.
В порзднянском Преображенском храме были освящены следующие престолы: в честь Преображения Господня; в честь святых архистратигов Михаила и Димитрия, митрополита Ростовского; во имя Живоначальной Троицы и Благовещения Пресвятой Богородицы. Пятый престол не был освящён.
По данным на 1 октября 1933 года церковь относилась к тихоновской (староцерковнической) ориентации. Храм пережил советские годы гонения на церковь, но был заброшен и долгие годы ветшал, придя в руинированное состояние. В этом же состоянии церковь находится и в настоящее время.

## Архитектура храма
Церковь Преображения в Порзднях — крупный сельский храм, имеющий черты, свойственные переходу от стиля барокко к классицизму, соседствуют с элементами позднего классицизма. В результате длительного переустройства на протяжении пятидесяти лет храм приобрел сложную объемную композицию.

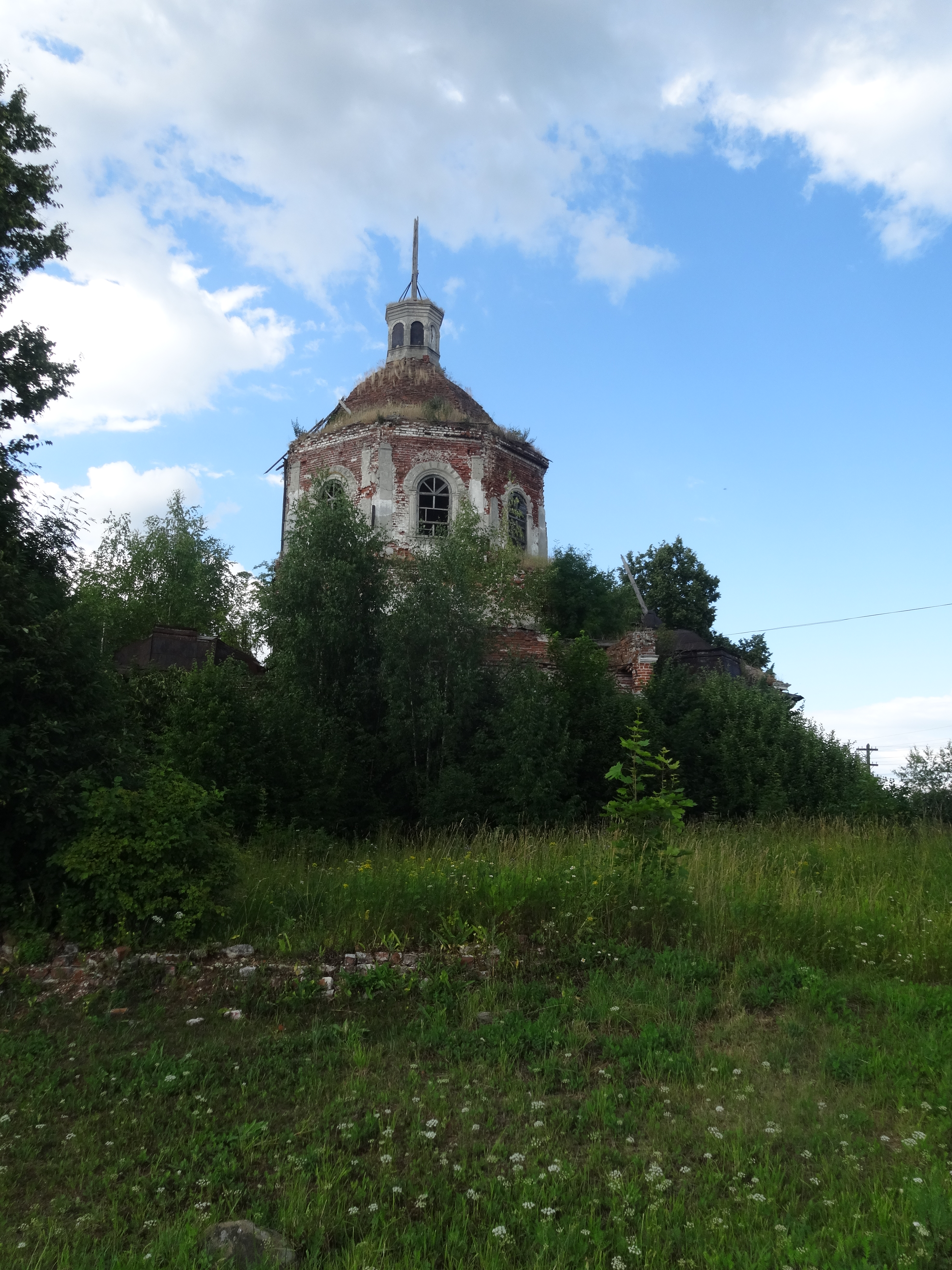
Церковь

Первоначальный основной его объём: типа восьмерик на четверике — с крупным барочным куполом, несущим световой барабан и крупную луковичную главу, что и сегодня доминирует над позднейшими пристройкам. С севера, юга и востока к четверику примыкают равные ему по ширине и чуть пониженные объемы двух боковых приделов и главного алтаря, образующие в плане подобие трех рукавов креста. Каждый из них подчеркнут массивным четырехколонным тосканским портиком, завершенным треугольным фронтоном. С запада к основному объему примыкает низкий корпус обширной трапезной с двумя приделами, а с юго-востока и северо-востока — алтари боковых приделов холодной церкви той же высоты. Над всеми четырьмя угловыми алтарями поднимаются невысокие восьмигранные барабаны, несущие купола и вазы, композиционно перекликающиеся с большим куполом храма. Переход от четверика к восьмерику в храме осуществлен через двухступенчатые тромпы. Восьмерик перекрыт сомкнутым сводом, боковые приделы — крестовыми, холодные алтари — коробовыми, шесть компартиментов двустолпной трапезной — сомкнутыми.
Клеевая роспись в церкви выполнена в 1-й трети XIX века и в конце этого же века частично прописана маслом. Утрачена на своде, на стенах сохранилась фрагментарно. В интерьере собственно храма расположены крупные композиции, на узких поверхностях и сводах приделов — гризайльный орнамент, включающий вазоны, канделябры, розетты, букеты в плетеных корзинах. Окна восьмерика фланкируются гризайльными пилястрами, написанными на блекло-охристом фоне. На трех стенах четверика помещены евангельские сцены: «Поклонение пастухов» (южная), «Отрок Христос проповедует во храме» (северная), «Преображение» (западная). На стенах боковых приделов, в верхнем ярусе написаны «Воскрешение Лазаря» (южный придел), и довольно редкий сюжет «Христос с матерью сыновей Зеведеевых» (северный), в нижнем ярусе — изображения святых. Частично сохранившийся четырехъярусный иконостас выполнен во 2-й половине XIX века. Его формы и декор стилизованы в духе барокко. По главной оси иконостас венчают две пары витых колонок, фланкирующих сцену «Распятия», написанную маслом на глухой восточной грани восьмерика.

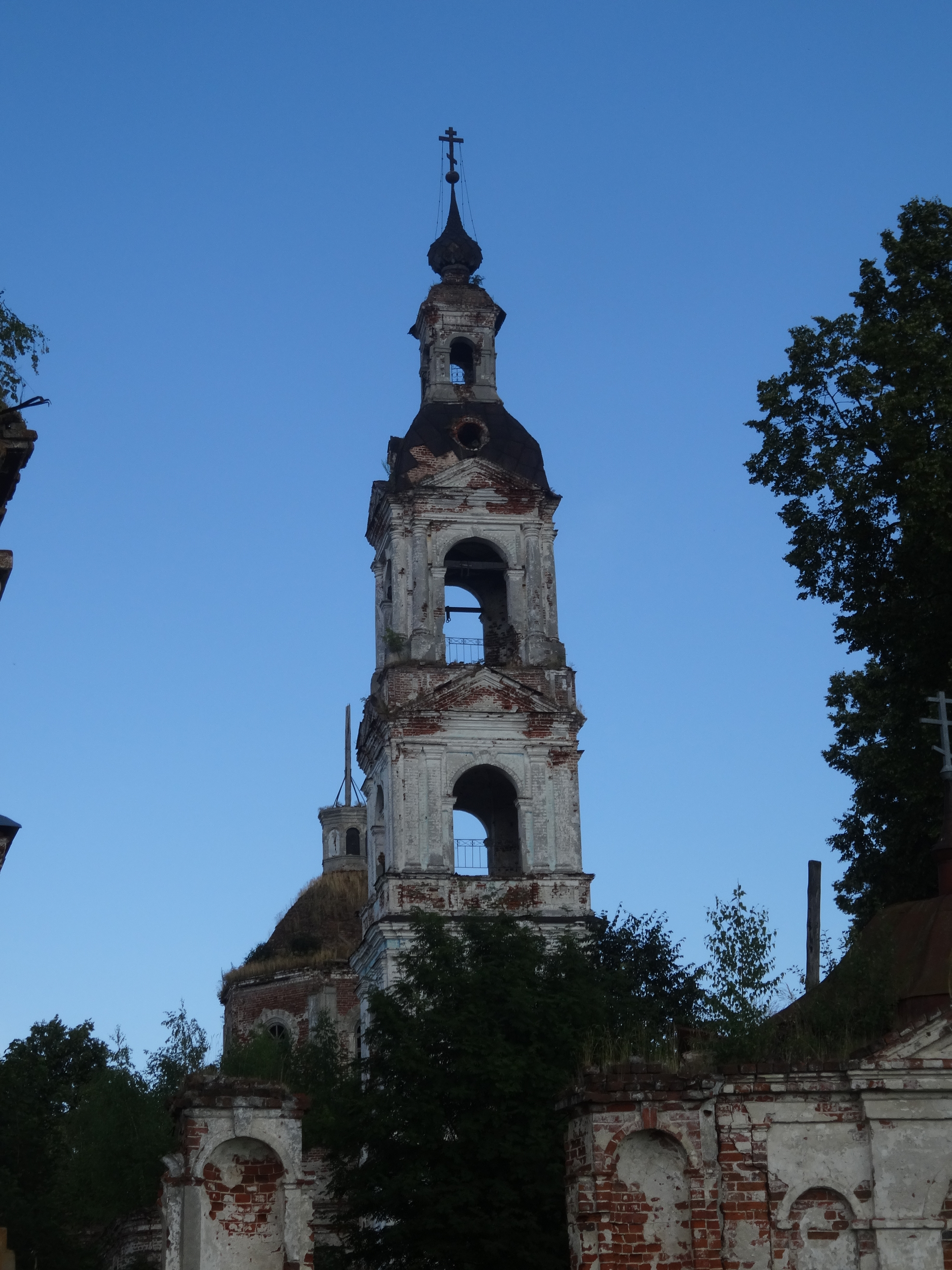
Колокольня

Стройная четырехъярусная колокольня, соединенная с трапезной, стоит на продольной оси симметрии здания. Наиболее старые части сооружения декорированы в стиле раннего классицизма: углы четверика и нижнего яруса колокольни обработаны огибающими рустованными пилястрами; грани восьмерика и двух средних ярусов колокольни фланкируются тосканскими пилястрами (на колокольне — парными), а верхнего яруса — трехчетвертными колоннами; арочные окна восьмерика и проемы звона обрамлены маленькими пилястрами и архивольтами.